# Sarbka (Wągrowiec)
Pour les articles homonymes, voir Sarbka.
Sarbka (prononciation : [ˈsarpka]) est un village polonais de la gmina de Wągrowiec dans le powiat de Wągrowiec de la voïvodie de Grande-Pologne dans le centre-ouest de la Pologne.
Il se situe à environ 10 kilomètres au nord-ouest de Wągrowiec (siège de la gmina et du powiat), et à 52 kilomètres au nord de Poznań (capitale de la Grande-Pologne).

## Histoire
De 1793 à 1919, Sarbka fait partie de l'arrondissement de Wongrowitz dans le district de Bromberg de la province de Posnanie.
De 1975 à 1998, le village faisait partie du territoire de la voïvodie de Piła. Depuis 1999, Sarbka est situé dans la voïvodie de Grande-Pologne.